# Scopula gastonaria
Scopula gastonaria är en fjärilsart som beskrevs av Charles Oberthür 1876. Scopula gastonaria ingår i släktet Scopula och familjen mätare. Inga underarter finns listade.